# 河野多惠子
河野 多惠子（こうの たえこ、1926年（大正15年）4月30日 - 2015年（平成27年）1月29日）は、日本の小説家。本名・市川多惠子（旧姓・河野）。日本芸術院会員、文化功労者、文化勲章受章者。位階は従三位。
心身の被虐をテーマにした『幼児狩り』（1962年）で認められ、『蟹』（1963年）で芥川賞を受賞。以後、自身の性を客観視できる作家として、文壇的地歩を固めた。ほかに『不意の声』（1968年）、『回転扉』（1970年）など。

## 来歴・人物

### 生い立ち
大阪府生まれ。西道頓堀の椎茸問屋の娘。1947年（昭和22年）旧制大阪府女子専門学校経済科（新制大阪女子大学の前身、現大阪府立大学）卒業。1950年（昭和25年）、丹羽文雄主宰の『文学者』同人となる。1961年（昭和36年）『幼児狩り』で注目され、1963年（昭和38年）『蟹』で芥川賞を受賞する。1989年（平成元年）、日本芸術院会員。大庭みな子と共に女性初の芥川賞選考委員となり、1987年から2007年まで務めた。

### 小説家として

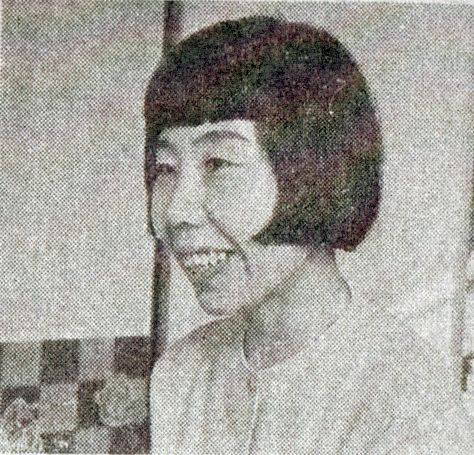
日本出版販売『新刊展望』12月15日号(1965)より

谷崎潤一郎の衣鉢を継ぎ、マゾヒズム、異常性愛などを主題とする。また『谷崎文学と肯定の欲望』（1976）で読売文学賞を受賞するなど谷崎の読み手としても知られ、『谷崎文学の愉しみ』などの評論を書き継ぐほか谷崎潤一郎賞選考委員を務めた経験もある。また平林たい子を高く評価し、平林たい子記念会理事長を務めた。
夫は洋画家の市川泰(洋画家)（別名・ヘンリー市川、1925 - 2012）。
最晩年の谷崎が文京区関口の目白台アパートという高級マンションに住んでいた時、瀬戸内晴美が同じ階にいたので河野が来て、これが谷崎先生の部屋だと教えられてドアに口づけしたら、部屋を間違えていたなどということもあった。
『男友達』を出した時、「ベッドシーンだらけだ」と批判され、計算したら20％だったので反論文を書こうとして瀬戸内に相談すると、竹西寛子にも相談したらいいと言われ、竹西は、作家としてそういうことをしていいのは三回だけ、と言ったのでやめにした。
1990年、永山則夫が日本文芸家協会に入会しようとした際反対し、「そんな人が入ってきたら、あたし、怖いわよ」と言ったとされる。
2015年1月29日、都内の病院で呼吸不全のため死去。88歳没。没後に従三位を追叙された。

## 略年譜[10]
- 1926年（大正15年）

4月30日、大阪府大阪市西区にある椎茸問屋の父為治、母よねの二女として生まれる。
- 1932年（昭和7年）

4月、大阪市日吉幼稚園に入園するが一学期で退園
- 1933年（昭和8年）

4月、大阪市日吉小学校に入学
- 1939年（昭和14年）

4月、大阪府立市岡高等女学校（現在の港高等学校）に入学。在学中に太平洋戦争が勃発し、軍需工場へ動員されることもあった。
- 1944年（昭和19年）

4月、大阪府女子専門学校（後の大阪女子大学）経済科に入学
- 1945年（昭和20年）

3月、大阪大空襲で罹災。阿倍野区昭和町へ仮寓。
- 1949年（昭和24年）

3月、肺結核発病
- 1950年（昭和25年）

丹羽文雄主宰の同人誌『文学者』の同人となる
- 1951年（昭和26年）

小説が『文学者』に初掲載される。
- 1952年（昭和27年）

5月、上京
- 1957年（昭和32年）

10月、肺結核再発
- 1961年（昭和36年）

2月、父為治死去。9月、新宿区戸塚町の下宿に転居。11月、『幼児狩り』を発表
- 1962年（昭和37年）

1月、『幼児狩り』で第8回新潮同人雑誌賞受賞。戸塚町の知人の離れに移る。8月、『雪』が芥川賞候補
- 1963年（昭和38年）

2月、『美少女』が芥川賞候補。8月、『蟹』で第49回芥川龍之介賞受賞。12月、新宿区早稲田町に転居
- 1965年（昭和40年）

4月、洋画家の市川泰と結婚。
- 1967年（昭和42年）

4月、『最後の時』が第6回女流文学賞受賞。6月、中野区本町に転居。
- 1969年（昭和44年）

2月、『骨の肉』を発表。3月、『不意の声』で第20回読売文学賞受賞
- 1971年（昭和46年）

4月、千代田区三番町へ転居。
- 1974年（昭和49年）

10月 - 『血と貝殻』を発表
- 1977年（昭和52年）

2月、『谷崎文学と肯定の欲望』で第28回読売文学賞受賞。この年『骨の肉』が英訳される
- 1979年（昭和54年）

1月、『一年の牧歌』を発表。4月、母よね死去
- 1980年（昭和55年）

10月、『一年の牧歌』で第十六回谷崎潤一郎賞受賞
- 1984年（昭和59年）

日本芸術院賞受賞
- 1987年（昭和62年）

芥川賞選考委員を務める
- 1989年（平成元年）

日本藝術院会員
- 1991年（平成3年）

11月、『みいら採り猟奇譚』で野間文芸賞を受賞
- 1994年（平成6年）

『河野多恵子全集』の第一巻が刊行される
- 2000年（平成10年）

1月、『後日の話』で毎日芸術賞受賞
- 2002年（平成12年）

4月、『半所有者』で川端康成文学賞受賞。11月、文化功労者。
- 2006年（平成16年）

芥川賞の選考委員を辞任
- 2014年（平成24年）

文化勲章。
- 2015年（平成27年）

1月29日、死去

## 賞詞
- 1961年、『幼兒狩り』で新潮同人雑誌賞
- 1963年、『蟹』で芥川賞
- 1966年、『最後の時』で女流文学賞
- 1969年、『不意の声』で読売文学賞
- 1977年、『谷崎文学と肯定の欲望』で読売文学賞
- 1980年、『一年の牧歌』で谷崎潤一郎賞
- 1984年、日本芸術院賞[11]
- 1991年、『みいら採り猟奇譚』で野間文芸賞
- 1999年、勲三等瑞宝章[12]
- 1999年、『後日の話』で伊藤整文学賞
- 2000年、『後日の話』で毎日芸術賞
- 2002年、『半所有者』で川端康成文学賞
- 2002年、文化功労者[13]
- 2014年、文化勲章[14]
- 2015年、叙従三位[9]

## 著書
- 『幼児狩り』新潮社 1962 「幼児狩り・蟹」新潮文庫、小学館P+D BOOKS
  - 収録作品：幼児狩り / 劇場 / 塀の中 / 雪 / 蟹 / 夜を往く
- 『美少女・蟹』新潮社 1963
- 『夢の城』文芸春秋新社 1964  のち角川文庫
  - 収録作品：夢の城 / 禽鳥 / 解かれるとき / 路上 / 遠い夏
- 『男友達』河出書房新社 1965  のち角川文庫
- 『最後の時』河出書房新社 1966  のち角川文庫、「最後の時・骨の肉・砂の檻」講談社文芸文庫
  - 収録作品：最後の時 / 蟻たかる / 臺に載る / 明くる日 / みち潮 / 幸福
- 『不意の声』講談社 1968 のち文庫、文芸文庫
- 『背誓』新潮社 1969
  - 収録作品：返礼 / 承諾 / 双穹 / 背誓 / 湯餓鬼 / 邂逅
- 『草いきれ』文藝春秋 1969  のち文庫
- 『回転扉』新潮社 1970
- 『戯曲 嵐が丘』（原作エミリ・ブロンテ）河出書房新社 1970
- 『骨の肉』講談社 1971  のち文庫
  - 収録作品：骨の肉 / 見つけたもの / 魔術師 / たたかい / 雛形 / 胸さわぎ
- 『双夢』講談社 1973
- 『文学の奇蹟』河出書房新社 1974
- 『無関係』中央公論社 1974  のち文庫
- 『私の泣きどころ』講談社 1974
- 『択ばれて在る日々』河出書房新社 1974
- 『思いがけない旅』（短編集）角川文庫 1975
  - 収録作品：美少女 / 春愁 / わかれ / 脂怨 / 虚栄 / 愉楽の日々 / 思いがけない旅
- 『血と貝殻』新潮社 1975
- 『谷崎文学と肯定の欲望』文藝春秋 1976　のち中公文庫
- 『いすとりえっと』角川書店 1977
- 『砂の檻』新潮社 1977
  - 収録作品：砂の檻 / 片身 / 稚児 / 他人の戸口 / 鉄の魚 / 見知らぬ男
- 『遠い夏』構想社 1977
  - 収録作品：みち潮 / 時来たる / 塀の中 / 遠い夏
- 『もうひとつの時間』講談社 1978
- 『妖術記』角川書店 1978 のち角川ホラー文庫
- 『一年の牧歌』新潮社 1980
  - 収録作品：血と貝殻 / 一年の牧歌 / 幼児狩り / 劇場 / 雪 / 美少女 / 蟹 / 砂の檻 / 鉄の魚
- 『気分について』福武書店 1982
- 『いくつもの時間』海竜社 1983
- 『鳥にされた女』学芸書林 1989
- 『みいら採り猟奇譚』新潮社 1990  のち文庫
- 『炎々の記』講談社 1992
  - 収録作品：炎々の記 / あの出来事 / 予告の日 / その前後 / 怒れぬ理由
- 『谷崎文学の愉しみ』中央公論社 1993  のち文庫
- 『蛙と算術』新潮社 1993
- 『河野多恵子全集』全10巻 新潮社 1994-96
- 『図説『ジェイン・エア』と『嵐が丘』』河出書房新社 1996
- 『ニューヨークめぐり会い』中央公論社 1997  のち文庫
- 『赤い脣黒い髪』新潮社 1997 のち文庫
  - 収録作品：赤い唇 / 片冷え / 大統領の死 / 朱験 / 途上 / 黒い髪 / 来迎の日
- 『後日の話』文藝春秋 1999  のち文庫
- 『秘事』新潮社 2000 「秘事・半所有者」新潮文庫
- 『半所有者』新潮社 2001
- 『思いがけないこと』新潮社 2002
- 『小説の秘密をめぐる十二章』文藝春秋 2002　のち文庫
- 『臍の緒は妙薬』新潮社 2007　のち文庫
  - 収録作品：月光の曲 / 星辰 / 魔 / 臍の緒は妙薬
- 『逆事』新潮社、2011
  - 収録作品：いのち贈られ / その部屋 / 異国にて / 緋 / 逆事
- 『考えられないこと』新潮社、2015
  - 収録作品：好き嫌い / 歌の声 / 考えられないこと / 詩三編 / 日記

## 共著
- 『嵐ケ丘ふたり旅』富岡多恵子共著 文藝春秋 1986
- 『いかにして谷崎潤一郎を読むか』（編著）中央公論新社 1999
- 『文学問答』山田詠美対談 文藝春秋 2007

## 外国語訳
- Toddler-Hunting & Other Stories 『幼児狩り、他』 Lucy North. New York: New Directions, 1996
- Riskante Begierden 「みいら採り猟奇譚」イルメラ・日地谷・キルシュネライト（ドイツ語）
- Knabenjagd.::幼児狩り イルメラ・日地谷・キルシュネライト（ドイツ語）1995
- Une Voix Soudaine :roman.「不意の声」Ryôji Nakamura et René de Ceccatty Paris : Seuil , c2003
- Sang et Coquillage :roman 「血と貝殻」Rose-Marie Makino-Fayolle Paris : Seuil , c2001
- Conte Cruel d'un Chasseur Devenu Proie : roman 「みいら採り猟奇譚」Rose-Marie Makino-Fayolle Paris : Seuil , c1997
- La Chasse à l'enfant :nouvelles「幼児狩り」セシル坂井Paris : Éditions du Seuil , c1990